# Apprendimento situato
La teoria dell'apprendimento situato afferma che la conoscenza non è un insieme di nozioni teoriche apprese, ma frutto di un processo dinamico, cioè della partecipazione attiva di un soggetto all'interno di un contesto, data dall'interazione con gli altri membri e la situazione circostante.

## Concetti di base
Jean Lave e Etienne Wenger propongono un modello di apprendimento definito "apprendimento situato" (Situated Learning), ed è in funzione dell'attività svolta, del contesto e della cultura in cui avviene. Ciò contrasta con quanto si fa tradizionalmente in classe, dove la conoscenza è solitamente presentata in forma astratta e slegata dal contesto. L'interazione sociale ha una grande importanza; si entra a far parte di una comunità di pratica che ha come obiettivo la produzione di conoscenza, in modo da trasmettere convinzioni e comportamenti da acquisire. Quando i principianti o i nuovi arrivati si spostano dalla periferia al centro di questa comunità diventano più attivi e assumono il ruolo di esperti.
Secondo questa teoria l'apprendimento occorre in ogni attività umana e in ogni momento, nell'esame della natura dei problemi che si incontrano, del modo in cui le persone applicano la teoria alla pratica e di come queste riflessioni sono influenzate dal ruolo svolto dalla persona stessa.
Piuttosto che trasferire negli studenti nozioni preconfezionate secondo questo tipo di apprendimento, il keeper (colui o coloro che hanno la responsabilità di gestire le dinamiche e la vita della comunità) deve cercare di sviluppare nei partecipanti gli strumenti più adatti per rappresentare la problematicità di una situazione, progetti alternativi, e interpretazioni sulla nostra condotta.
Infatti Jean Lave colloca questa tipologia di apprendimento in un processo di compartecipazione e non, come altre tipologie di apprendimento, nella testa degli individui. Si tratta inoltre di un apprendimento che avviene nel contesto in cui viene applicato; infatti si basa su due elementi fondamentali: la partecipazione periferica legittimata e la partecipazione e negoziazione dei significati, oltre al fare, all'attività.
L'apprendimento situato studia la relazione tra l'apprendimento e le situazioni sociali in cui esso avviene.
L'individuo, non apprende attraverso lezioni che trasmettono una quantità definita di conoscenze astratte che verranno poi assimilate e applicate in altri contesti, ma "impara facendo" (learning-by-doing). Questo è un modello di apprendimento che coinvolge la persona in situazioni di pratica reale, in cui dovrà assimilare nozioni in relazione all'azione che sta svolgendo; infatti hanno un ruolo fondamentale in questo tipo di apprendimento l'improvvisazione, i casi reali d'interazione e i processi emergenti.
Caratteristica peculiare è la capacità di apprendere in rapporto alla capacità di svolgere dei compiti, l'apprendimento coinvolge l'intera persona in attività, compiti, funzioni che sono parte di sistemi di relazioni delle comunità sociali. Per imparare è necessario partecipare alle pratiche significative di una certa comunità, e nello stesso tempo contribuendo anche a definirle e a innovarle. 
L'apprendimento è dunque un processo che avviene all'interno di una cornice partecipativa e non in un ambiente individuale; ed è quindi mediato dalle diverse prospettive dei compartecipanti.
L'attività più diffusa nel learning-by-doing è il compito autentico (chiamato anche "di realtà") oppure un compito creativo predisposto dall'insegnante in modo tale da consentire la divisione del lavoro in una logica di squadra.

## Premesse
L'apprendimento situato si basa su tre principi fondamentali:
1. la conoscenza è acquisita in modo situato e quindi trasferita solo in situazioni simili;
2. l'apprendimento è il risultato di un processo sociale che comprende modi di pensare, di percepire, di risolvere i problemi, e interagisce con le conoscenze dichiarative e procedurali;
3. l'apprendimento non è separato dal mondo dell'azione ma coesiste in un ambiente sociale complesso fatto di attori, azioni e situazioni.

Grazie a questi tre principi, l'apprendimento situato si differenzia da ogni altra forma di apprendimento esperienziale. Lo studente apprende i contenuti attraverso delle attività piuttosto che tramite l'acquisizione di informazioni in pacchetti discreti organizzati dall'insegnante.

## Applicazione
Lave sostiene che l'apprendimento non è la semplice trasmissione di conoscenze astratte e decontestualizzate da
un individuo all'altro, ma soprattutto un processo sociale dove la 
conoscenza è co-costruita e in cui l'apprendimento è insito in un 
contesto specifico e integrato all'interno di un ambiente sociale e 
fisico. Vengono presentate situazioni che stimolano le capacità intellettuali che gli studenti applicheranno a casa, nella comunità e sul posto di lavoro. L'individuo acquisisce l'abilità di agire impegnandosi nel procedimento coinvolto e aiutato dal supporto di un esperto. Le conoscenze sono ottenute come processi in entrata e in pratica: i processi in entrata consistono in un periodo di osservazione in cui lo studente studia il lavoro dell'esperto e fa un primo tentativo di risolvere un problema. Mentre il momento della pratica è quello di affinamento e perfezionamento dell'uso di quanto appreso dove il soggetto ha un ruolo centrale che consente di sviluppare esperienze, abilità, conoscenze e quindi competenze.
Lo scopo dell'apprendimento non è la ritenzione di contenuti, ma si fonda piuttosto su processi mentali di livello più elevato che permettono la loro applicazione. Collegando contenuti a situazioni reali il docente incoraggia l'interazione sociale e la collaborazione nell'ambiente di apprendimento tra gli studenti e attraverso il dialogo e la discussione aiuta a sviluppare la comprensione di un problema.
I compiti critici dell'insegnante sono:
1. selezionare situazioni che impegnino lo studente in attività complesse, realistiche e centrate sul problema;
2. fornire scaffolding[3] ai nuovi studenti e quindi conoscere il tipo e l'intensità di guida necessarie per aiutarli a gestire la situazione ed il calo progressivo del supporto con l'acquisizione da parte dello studente di competenze addizionali;
3. ridefinire il suo ruolo da trasmettitore a facilitatore dell'apprendimento sottolineando i progressi degli studenti, costruendo un ambiente di apprendimento collaborativo, incoraggiando la riflessione ed aiutando gli studenti a diventare più consapevoli della loro condotta in un certo contesto per facilitare il transfer;
4. valutare continuamente la crescita intellettuale dei singoli individui e della comunità d'apprendimento.

La teoria dell'apprendimento situato prevede che l'individuo diventi membro di una comunità di pratica che gli permette di agire nel mondo e mediante questo processo costruire la propria identità.

## Apprendimento situato e scuola
Piaget e Vygotskij sono due autori che hanno dato un grande contributo per quanto riguarda lo studio sull'apprendimento. Infatti per Piaget la conoscenza deve essere acquisita attivamente dal soggetto che apprende attraverso l'azione con gli oggetti; l'adulto deve saper riconoscere il livello cognitivo e intellettivo del bambino e adeguare quindi il suo intervento.
Gli insegnanti dovrebbero preparare e predisporre situazioni che permettano agli studenti di scoprire ed imparare autonomamente. 
Secondo Vygotskij invece l'apprendimento precede lo sviluppo e lo determina, l'imitazione è il processo attraverso cui il bambino interiorizza un'azione dell'adulto che funge da modello fino a quando questa azione non viene fatta propria dal soggetto in apprendimento che di conseguenza diventa autonomo e l'adulto invece resta solo un punto di riferimento.
Sono due le visioni dell'apprendimento: 
- apprendimento come trasmissione;
- apprendimento come sviluppo dell'abilità di “imparare ad imparare”.

Tutt'oggi nella scuola prevale la prima visione caratterizzata dalla pura trasmissione di concetti da parte di chi sa verso chi non sa rispetto alla seconda visone che si collega all'apprendimento situato.

## Apprendimento situato nelle organizzazioni
La teoria dell'apprendimento situato ha evidenziato l'importanza del contesto nel processo di apprendimento sostenendo che ciò che viene imparato deriva dalla situazione in cui si impara e che esso non avviene soltanto tramite l'imitazione e l'acquisizione di nozioni ma soprattutto dal coinvolgimento nelle attività e l'interazione tra i membri. 
È proprio sul concetto dell'interazione che si fonda la comunità di pratica dove i soggetti cooperano e interagiscono e allo stesso modo funziona un'organizzazione che diventa un contesto atto a generare apprendimento.
Qualsiasi organizzazione è caratterizzata da attività sociali e relazioni che intercorrono tra i soggetti e attraverso questi approcci è possibile un aggiornamento costante delle conoscenze.
Dunque attraverso la partecipazione ad una comunità di pratica è realizzabile una conoscenza all'interno di un'organizzazione dove sono i soggetti i veri detentori del sapere.
Questa concezione di apprendimento è essenziale per le organizzazioni che sono chiamate ad aggiornare regolarmente le proprie competenze ed è reso possibile attraverso un "Learning by doing".
Pertanto l'apprendimento si trasforma in un processo sociale e collettivo che permette al soggetto di agire come membro di un gruppo all'interno di un'organizzazione che funge da contesto per l'apprendimento situato.